# Estadio Víctor Manuel Reyna
 (mars 2025).
Si vous disposez d'ouvrages ou d'articles de référence ou si vous connaissez des sites web de qualité traitant du thème abordé ici, merci de compléter l'article en donnant les références utiles à sa vérifiabilité et en les liant à la section « Notes et références ».
L'Estadio Zoque VMR est un stade de football mexicain. Il est situé dans la ville de Tuxtla Gutiérrez, au Mexique.
Les lettres VMR correspondent aux initiales de Victor Manuel Reyna (1910-1973), professeur d'éducation physique à Tuxtla.
L'équipe résidente sont les Jaguares de Chiapas, jouant en première division de football mexicain depuis 2002.

## Histoire
Construit en 1982, il accueille à ses débuts jusqu'à 6 000 personnes, avant d'être porté à une capacité de 27 500 places.
Son inauguration a lieu en 1984, entre le Club América et l'équipe des Estudiantes de Chiapas.
Jusqu'en 2009, il s'appelait Estadio Victor Manuel Reyna.